# Stazione di Yamakoshi
La stazione di Yamakoshi (山越駅?, Yamakoshi-eki) è una piccola fermata ferroviaria priva di personale situata nella cittadina di Yakumo, in Hokkaidō, Giappone, servita dalla linea principale Hakodate della JR Hokkaido.

## Linee
JR Hokkaido
■ Linea principale Hakodate

## Struttura
La stazione è dotata di due marciapiedi a isola con tre binari passanti di superficie. È presente una piccola sala d'attesa.

## Stazioni adiacenti
| «                         | Servizio                  | »                         |
| Linea principale Hakodate | Linea principale Hakodate | Linea principale Hakodate |
| ------------------------- | ------------------------- | ------------------------- |
| Nodaoi                    | Locale                    | Yakumo                    |
| Il rapido non ferma       |                           |                           |